# Формула V6 Азия

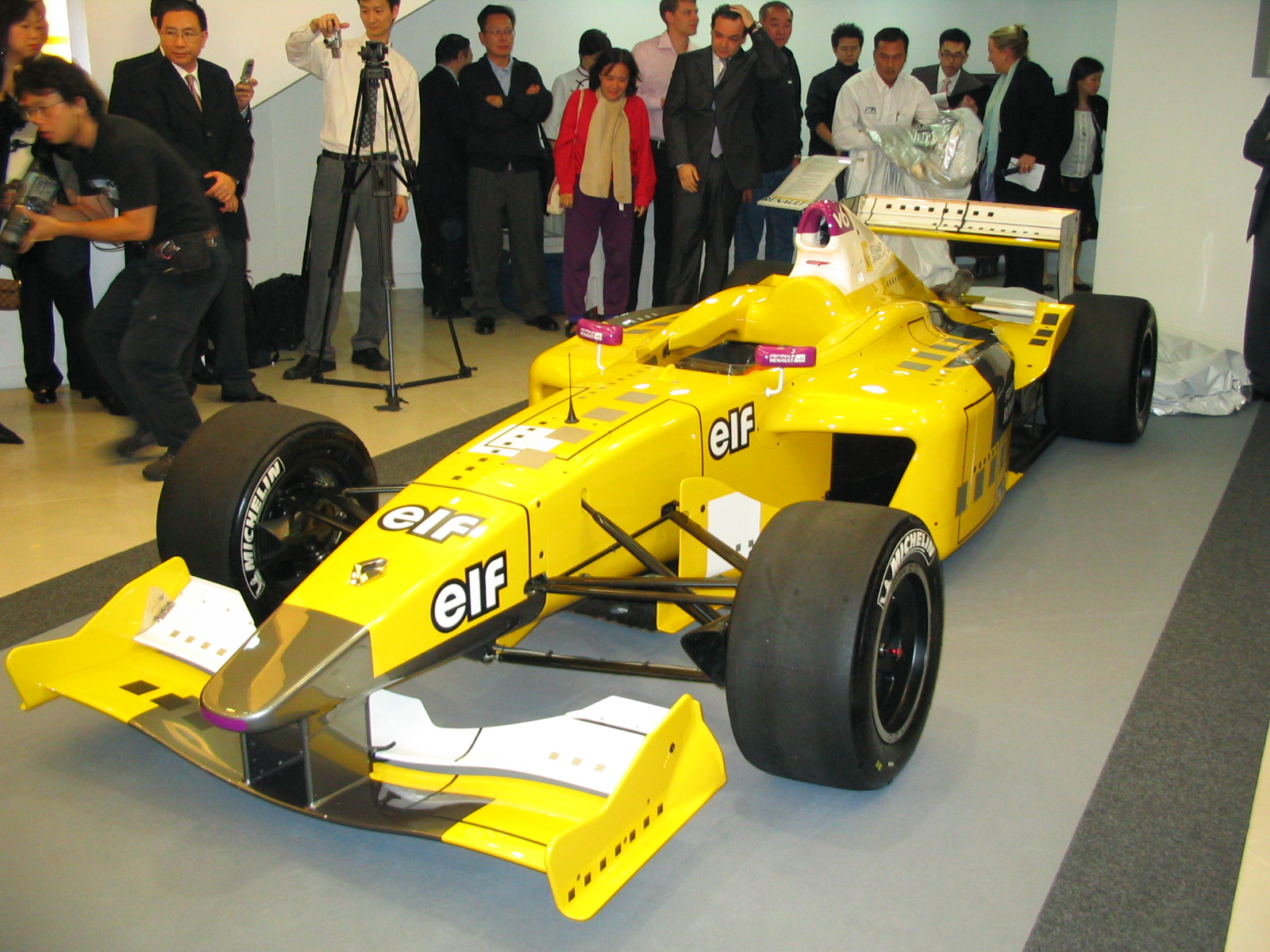
Презентация машины-2006 года в Гонконге.

Формула V6 Азия (ранее известная как Азиатская Формула-Рено V6) — это ныне не существующий автогоночный чемпионат на машинах с открытыми колёсами, являвшийся одним из старших подобного класса в азиатском регионе.

## История серии
Серия создана накануне 2006 года компанией Motorsport Asia Ltd., занимающейся организацией различных автоспортивных соревнований в азиатском регионе. Формула V6 дополнила имевшийся в тот момент список серий таким образом, что любой азиатский картингист смог сделать первые шаги в своей формулической карьере, получив необходимый опыт, чтобы перейти в одну из ведущих европейских или североамериканских серий и быть там максимально конкурентнособным.
Соорганизатором серии выступил концерн Renault, в то время активно расширявший свой автоспортивный проект под брендом Мировая серия Рено. Французы были единственным поставщиком двигателей командам серии все четыре года, но их бренд фигурировал в названии проекта лишь в 2006-07 годах.
Призом чемпиону серии являлась возможность провести тестовую сессию за рулём болида Ф-Рено 3.5.
В 2009 году сезон был прерван после второго этапа, а вскоре организаторы объявили о собственном банкротстве.

### Трассы и участники
Каждый из сезонов чемпионата должен был состоять из 12 гонок. Количество гонок распределялось по этапам неравномерно — так в 2007 году каждый из этапов состоял из двух заездов, а в 2006, 2008-09 годах финальный этап сезона содержал сразу четыре гонки.
Этапы серии принимал малайзийский автодром Сепанг, индонезийский Сентул, китайские Чжухай, Chengdu Goldenport Circuit и Шанхай, японские Autopolis и Окаяма. Малайзийская трасса принимала два стартовых этапа первенства, на долю всех прочих выпадало 1-2 этапа за сезон. Своеобразный рекорд был поставлен в 2006 году, когда на Чжухае прошла половина гонок чемпионата.

### Технический регламент
На протяжении всей своей истории серия использовала моноавтомобиль. Шасси с карбоновым монококом поставляла итальянская компания Tatuus, двигатель — компания Nissan, а покрышки — компания Michelin.
Детальные характеристики техники таковы:
| Двигатель              | Renault Type V4Y RS, 60° V6, 3498 куб.см., 370 л.с.                                                |
| Шасси                  | Tatuus из углерода и стекловолокна с карбоновым монококом.                                         |
| Ширина машины          | 1800 мм                                                                                            |
| Колёсная база          | 3000 мм                                                                                            |
| Диски                  | 1579 мм (задняя ось) / 1536 мм (передняя ось)                                                      |
| Минимальный вес машины | 590 кг                                                                                             |
| Объём топливного бака  | 90 литров                                                                                          |
| Подвеска               | Передняя и задняя с торсионным толкателем.                                                         |
| КПП                    | Секвентальная КПП с 6 передачами.                                                                  |
| Телеметрия             | Есть.                                                                                              |
| Колёса                 | Магниевый сплав. Крепёж на центральной гайке. Размер передних — 10х13, размер задних — 13х13.      |
| Покрышки               | Michelin (смесь под сухой и мокрый асфальт). Размер передних — 24x57x13, размер задних — 31x60x13. |

### Расписание уик-энда и очковая система
Обычный уик-энд серии состоял из одной квалификации и двух гонок: суперспринта (длина гонки: 60-90 км или 30 минут) и большой гонки (100—130 км или 45 минут).
В каждой гонке очки получают десять лучших финишировавших при услоовии, что каждый из них проехал не менее 90 % запланированной дистанции. Дополнительное очко присуждается победителю квалификации.
- Детальная схема присуждения очков такова:

|       | 1  | 2  | 3  | 4 | 5 | 6 | 7 | 8 | 9 | 10 | ПП |
| ----- | -- | -- | -- | - | - | - | - | - | - | -- | -- |
| Гонка | 15 | 12 | 10 | 8 | 6 | 5 | 4 | 3 | 2 | 1  | 1  |

## Чемпионы серии
| Сезон | Личный зачёт     | Командный зачёт     |
| ----- | ---------------- | ------------------- |
| 2006  | Карун Чандхок    | Team E-Rain         |
| 2007  | Джеймс Уинслоу   | Team Meritus        |
| 2008  | Джеймс Гранвелл  | TPC Team QI-Meritus |
| 2009  | Хамад Аль Фардан | Dyna Ten Motorsport |